# Брэбентс, Тим
Джулз Ти́моти Брэ́бентс (англ. Jules Timothy Brabants; род. 23 января 1977, Чертси) — британский гребец-байдарочник, выступал за сборную Великобритании в конце 1990-х — начале 2010-х годов. Чемпион летних Олимпийских игр в Пекине, дважды бронзовый олимпийский призёр, чемпион мира, четырёхкратный чемпион Европы, победитель многих регат национального и международного значения. Член ордена Британской империи.

## Биография
Тим Брэбентс родился 23 января 1977 года в городе Чертси графства Суррей. Учился в местной римско-католической школе, затем продолжил обучение на медицинском факультете Ноттингемского университета. Активно заниматься греблей начал с раннего детства, первое время проходил подготовку в каноэ-клубе Вейбриджа, позже состоял в королевском каноэ-клубе в Лондоне.
Первых серьёзных успехов на взрослом международном уровне добился не в спринтерской гребле, а в марафонской. В частности, в 1997 году выиграл серебряную медаль на марафонском чемпионате Европы в Италии, в 1998 году стал серебряным призёром марафонского чемпионата мира в Южной Африке.
В 2000 году Брэбентс попал в основной состав британской национальной сборной по спринтерской гребле и благодаря череде удачных выступлений удостоился права защищать честь страны на летних Олимпийских играх 2000 года в Сиднее — в одиночной километровой программе выиграл бронзовую медаль, уступив на финише только норвежцу Кнуту Хольманну и болгарину Петру Меркову.
На чемпионате Европы 2002 года в венгерском Сегеде одержал победу в зачёте одиночных байдарок на дистанции 1000 метров, два года спустя на европейском первенстве в польской Познани получил в той же дисциплине серебро. Будучи одним из лидеров гребной команды Великобритании, благополучно прошёл квалификацию на Олимпийские игры 2004 года в Афинах, однако на сей раз остался без медали — в одиночках на тысяче метрах показал в решающем заезде пятый результат, немного не дотянув до призовых позиций.
В 2006 году в километровой программе одиночек Брэбентс победил на чемпионате Европы в чешском Рачице и взял серебро на чемпионате мира в Сегеде. В следующем сезоне на европейском первенстве в испанской Понтеведре выиграл золотую и серебряную медали в одиночках на дистанциях 500 и 1000 метров соответственно, в то время как на мировом первенстве в немецком Дуйсбурге получил серебро на пятистах метрах и золото на тысяче. На чемпионате континента 2008 года добавил в послужной список ещё одну золотую медаль километрового зачёта одиночек, став таким образом четырёхкратным чемпионом Европы. Позже отправился представлять страну на Олимпийских играх в Пекине — на пятистах метрах выиграл бронзовую медаль, проиграв на финише австралийцу Кену Уолласу и канадцу Адаму ван Кувердену, тогда как на тысяче метрах обогнал всех своих соперников и завоевал тем самым золотую медаль. За эти выдающиеся достижения в 2009 году признан членом ордена Британской империи.
После пекинской Олимпиады Тим Брэбентс остался в основном составе британской национальной сборной и продолжил принимать участие в крупнейших международных регатах. Так, в 2010 году он выступил на чемпионате мира в Познани, откуда привёз награду серебряного достоинства, выигранную в зачёте одиночных байдарок на дистанции 1000 метров. Прошёл отбор на домашние Олимпийские игры 2012 года в Лондоне, но повторить успех четырёхлетней давности не смог, в одиночках на тысяче метров дошёл до финала и финишировал в решающем заезде восьмым. Вскоре по окончании этих соревнований принял решение завершить карьеру профессионального спортсмена, уступив место в сборной молодым британским гребцам.